# Liste der Naturdenkmale in Osterfeld

Lage von Osterfeld

In der Liste der Naturdenkmale in Osterfeld werden die Einzel-Naturdenkmale, Flächennaturdenkmale sowie flächenhafte Naturdenkmale im Burgenlandkreis in der sachsen-anhaltischen Gemeinde Osterfeld und ihren Ortsteilen Goldschau, Haardorf, Kaynsberg, Kleinhelmsdorf, Roda, Waldau und Weickelsdorf aufgeführt.
In den Veröffentlichungen werden lt. Quellen 4 Einzel-Naturdenkmale (ND), 2 Flächennaturdenkmale (FND) und 1 flächenhafte Naturdenkmale (NDF) angegeben. Die Angaben der Liste basieren auf Daten des „Geoportal Sachsen-Anhalt“ vom Landesamtes für Vermessung und Geoinformation Sachsen-Anhalt und den Meta-Daten der angegebenen Quellen (ND, FND, NDF)

## Definition
„Naturdenkmäler sind rechtsverbindlich festgesetzte Einzelschöpfungen der Natur oder entsprechende Flächen bis zu fünf Hektar, deren besonderer Schutz erforderlich ist
1. aus wissenschaftlichen, naturgeschichtlichen oder landeskundlichen Gründen oder
2. wegen ihrer Seltenheit, Eigenart oder Schönheit.“

Ergänzend zu den lt. BNatSchG registrierten Naturdenkmalen sind in der Gemeinde Osterfeld (lt. NatSchG LSA) ebenfalls 0 geschützte Landschaftsbestandteile (GLB) und 1 geschützter Park (GP) gelistet, deren Abgrenzungen sich aus den Erläuterungen vom Bundesamt für Naturschutz ergeben.

## Legende
- Bild: zeigt ein vorhandenes Foto des Naturdenkmals
- Nr: zeigt die jeweilige Nr. des Objekts
- Beschreibung: Kurzbeschreibung zum Naturdenkmal
- Koordinaten: zeigt die Lage auf der Karte
- Quelle: Datum/Link zur Referenzquelle

## (Einzel-)Naturdenkmale
| Bild         | ND-Nr.     | Ortsteil     | Beschreibung | Koordinaten                   | Quellen |
| ------------ | ---------- | ------------ | --- | ----------------------------- | ------- |
| Bild gesucht | ND 0130BLK | Waldau       | Teufelsteine bei Waldau, nordöstlich des Lindenplatz am Teufelssteinweg gelegener, aus einer Gesteinsbank erodierter markanter und massiver Steinblock in mehreren Teilen, welche der Sage nach vom Teufel gen Waldau geschleudert wurde und vor dem Dorf aufkam                                                                                    | 51° 3′ 59″ N, 11° 56′ 12″ O   | [ 1 ]   |
| Bild gesucht | ND 0153BLK | Goldschau    | Bernhardsbrunnen bei Goldschau im Landschaftsschutzgebiet „Leinewehtal“ (LSG0047BLK) gelegen und bereits 1968 durch Beschluss des Rates des Kreises Zeitz als hydrologisches Naturdenkmal im Umkreis von 10 m um den Quelltopf unter Schutz gestellt, Quelle tritt innerhalb eines gemauerten Gewölbes aus, auch historisch bedeutsam.              | 51° 2′ 54″ N, 11° 54′ 45″ O   | 1968    |
| Bild gesucht | ND 0154BLK | Goldschau    | Klinkbrunnen bei Goldschau im Landschaftsschutzgebiet „Leinewehtal“ (LSG0047BLK) gelegen und bereits 1968 durch Beschluss des Rates des Kreises Zeitz als hydrologisches Naturdenkmal im Umkreis von 10 m um den Quelltopf unter Schutz gestellt, Quelle tritt aus einem Rohr mit Steinfassung am westlichen Talhang aus, auch historisch bedeutsam | 51° 2′ 45″ N, 11° 54′ 32″ O   | 1968    |
| Bild gesucht | ND 0197BLK | Weickelsdorf | Walter-Fröhlich-Stein bei Weickelsdorf | Koordinaten fehlen! Hilf mit. | [ 1 ]   |

## Flächen-Naturdenkmale
| Bild         | FND-Nr.    | Ortsteil                     | Beschreibung | Koordinaten                 | Quelle     |
| ------------ | ---------- | ---------------------------- | --- | --------------------------- | ---------- |
| Bild gesucht | FND0075BLK | Goldschau Flur 4             | Märzenbecherbestand im Leinewehbach-Tal als Teil des Landschaftsschutzgebiet „Leinewehtal“ (LSG0047BLK) ca. 1 km südlich von Goldschau gelegene Auen-Wiese am Ostufer des Leinewehbach, gehört zum größten bekannten Märzenbecher (Leucojum vernum)-Bestand in Sachsen-Anhalt und wurde bereits mit Ratsbeschluss vom 3. Februar 1965 unter Schutz gestellt. | 51° 3′ 14″ N, 11° 54′ 26″ O | 03.02.1965 |
| Bild gesucht | FND0120BLK | Goldschau Kaynsberg Flur 3/8 | Steinbachtal zwischen Königshofen und Kaynsberg (tw. auf dem Gebiet der Gemeinde Schkölen im Saale-Holzland-Kreis gelegen), unterer Teil der Waldauenlandschaft am Steinbach bis zur Mündung in die Wethau bei Seiselitz etwa 500 m südlich Kaynsberg | 51° 3′ 28″ N, 11° 52′ 30″ O | 30.08.1989 |

## Flächenhaftes Naturdenkmale
| Bild         | NDF-Nr.    | Ortsteil         | Beschreibung | Koordinaten                 | Quelle     |
| ------------ | ---------- | ---------------- | --- | --------------------------- | ---------- |
| Bild gesucht | NDF0002BLK | Goldschau Flur 2 | Goldschauer Fischteiche, ca. 3,6 ha großes Areal um die nördlich der Ortslage gelegenen drei Fischteiche, mit der „VO vom 15.06.1994“ als flächenhaftes Naturdenkmal unter Schutz gestellt, ist Teil des Landschaftsschutzgebiet „Leinewehtal“ (LSG0047BLK) | 51° 3′ 55″ N, 11° 53′ 46″ O | 15.06.1994 |

## Geschützte Landschaftsbestandteile und Parke
| Bild           | Nr.        | Ortsteil  | Beschreibung | Koordinaten                | Quelle     |
| -------------- | ---------- | --------- | --- | -------------------------- | ---------- |
| Weitere Bilder | GP_0013BLK | Osterfeld | Waldpark Osterfeld oder Hain-Park (auch als Thälmann-Park bezeichnet), ist ein als Waldhain angelegter Park am Schloßberg von Osterfeld, welcher bereits mit dem Beschluss des Kreistages Zeitz vom 12. November 1970 unter Schutz gestellt wurde; neben zahlreichen Altbaumbeständen sind auf dem Areal zwischen Kirchberg und Moschelbach bis zum Naturbad Osterfeld auch einige Denkmale (z. B. Denkmale für Ernst Thälmann, Friedrich Schiller und Karl Marx sowie ein Bürgerdenkmal) zu finden, welche ebenfalls unter Schutz stehen. | 51° 4′ 45″ N, 11° 56′ 4″ O | 12.11.1970 |